# ママのお見合い大作戦!
『ママのお見合い大作戦!』（英: You should meet my son!）は、2010年に製作されたアメリカ合衆国の映画。キース・ハートマン監督。
日本では、2011年9月18日に第6回関西クィア映画祭でプレミア上映された。

## キャスト
- ブライアン：スチュワート・カリコ
- ジェニー：ジンジャー・プルマン
- チェイス：スティーブ・ シュナイダー
- サルサ：マット・パラッツォー
- グレッグ：クリス・ノーラン